# Eriopyga pyropis
Eriopyga pyropis är en fjärilsart som beskrevs av George Francis Hampson 1905. Eriopyga pyropis ingår i släktet Eriopyga och familjen nattflyn. Inga underarter finns listade i Catalogue of Life.